# جون كريستيان كينر
جون كريستيان كينر (بالإنجليزية: John Christian Keener) هو عالم عقيدة وقسيس أمريكي، ولد في 7 فبراير 1819، وتوفي في 19 يناير 1906.